# Ensemble Venance Fortunat
El Ensemble Venance Fortunat es un grupo francés de música antigua dedicado preferentemente a la interpretación de música medieval. Fue fundado en 1975 y está dirigido por Anne-Marie Deschamps (soprano). 
Entre los componentes que han participado en el grupo a lo largo de los años, podemos citar: Dominique Thibaudat (soprano), Françoise Lévy (soprano), Isabelle Herlicq (soprano), Catherine Heugel-Petit (soprano), Anahit Fontana-Morillas (soprano), Claire Baujard (soprano), Françoise Lévy-Verdet (mezzo-soprano), Catherine Ravenne (mezzo-soprano), Anna-Maria Garriga (alto), Catherine Ravenne (alto), Laura Gordiani (alto), Élisabeth Lagneau (alto), Brigitte Le Baron (alto), Eric de Fontenay (contratenor), Adrian Brand (tenor), Gabriel Lacascade (tenor), Éric Trémollières (tenor), Michael Loughlin-Smith (tenor), Bruno Renhold (tenor), Bruno Boterf (tenor), Alain Brumeau (tenor), Gabriel Lacascade (barítono), Patrice Balter (barítono), Philippe Desandré (bajo), Paul Medioni (bajo), Antoine Sicot (bajo) y Philippe Khan (bajo).

## Discografía
- ???? - Honorem Virginis. Grand organum, sequences, antiphons, responsorials, motets and liturgical plays. Studio SM 30.1241.
- 1982 - Quem Quaeritis. Studio SM D1916.
- 1986 - Codex Calixtinus. Extraits. Solstice SOCD 45.
- 1986 - De Profundis. Déplorations sacrées de la tradition occidentale. Solstice 48.
- 1988 - Rituel. Chants sacrés au temps des premiers capétiens. L'empreinte digitale ED 13154.
- 1989 - Fulbert de Chartres. Chantres de l'An Mil, motets et respons. L'Empreinte Digitale ED 13155.
- 1989 - Les Trois Maries. Jeu liturgique du manuscrit d'Origny-Sainte-Benoîte. Studio SM 12 17 46.
- 1990 - Chants des voûtes cisterciennes. Manuscrits du IXe au XIIIe siècle. L'Empreinte digitale 13006.
- 1991 - Les Miracles de Saint Nicolas. Un opéra sacré. L'Empreinte Digitale ED 13153.
- 1993 - Le Grand Livre de Saint Jacques de Compostelle. Codex Calixtinus, intégrale des polyphonies. L'empreinte digitale 13023.
- 1995 - Trouvères à la cour de Champagne. Les voix des premiers poètes français. L'Empreinte Digitale 13045.
- 1996 - L'eau et le Baptême. Manuscrits du XIe au XIIIe siècle. L'empreinte digitale 13060.
- 1996 - Le Jeu de Daniel. Un opéra sacré. L'Empreinte Digitale ED 13152.
- 1996 - Miroir d'Eternité. Motets et conduits du XIVe siècle. Cyprès 3609.
- 1996 - Anges Angels. L'Empreinte Digitale ED 13 050.
- 1998 - Cluny: la Transfiguration. Chant de Pierre le Vénérable. L'Empreinte digitale ED 13 091.
- 1999 - Chants mystiques des abbayes cisterciennes. Manuscrits inédits du XIIe au XIVe siècle. L'Empreinte digitale ED 13 106.
- 1999 - Medieval Spirit. L'Empreinte Digitale ED 13095.
- 1999 - Cluny: La Vierge. Chant de Pierre le Vénérable. L'Empreinte digitale 13109.
- 2000 - Altera Roma. Musique au Palais des Papes d'Avignon. L'Empreinte digitale ED 13123.
- 2001 - Chants de L'Amour Divin. Chants de moniales XIe - XIVe siècle. L'Empreinte Digitale ED 13133.
- 2003 - Alleluia. Anthologie de la musique sacrée occidentale. L'Empreinte Digitale ED 13150.
- 2003 - Missa de Angelis. Bayard Musique KBMD 38 / D9783931.
- 2013 - Splendeur du chant grégorien. Ensemble Venance Fortunat y Les Ambrosiniens. Bayard Musique[1]
- 2016 - Le chant des origines. Graduel de Bellelay (XIIe siècle). Bayard Musique[2]